# Клочков, Яков Тимофеевич
Яков Тимофеевич Клочков (1905—1943) — советский офицер, майор Рабоче-крестьянской Красной армии, участник Великой Отечественной войны, Герой Советского Союза (1944).

## Биография
Родился 20 октября 1905 года в деревне Городище (ныне — Солецкий район, Новгородская область). Окончил два класса школы, после чего работал в родной деревне. В 1927—1930 годах служил в Рабоче-крестьянской Красной армии. Демобилизовавшись, поселился в Ленинграде, где работал обмотчиком на заводах «Севкабель» и «Электроаппарат». Окончил рабфак при Ленинградском государственном университете. В 1935 году Клочков повторно был призван в армию. Окончил курсы усовершенствования командного состава. С июня 1941 года — на фронтах Великой Отечественной войны. К сентябрю 1943 года майор Яков Клочков командовал 100-м отдельным моторизованным понтонно-мостовым батальоном 5-й понтонно-мостовой бригады 12-й армии Юго-Западного фронта. Отличился во время битвы за Днепр.
В ночь с 25 на 26 сентября 1943 года под вражеским огнём Клочков обеспечивал переправу советских частей через Днепр в районе села Губенское Вольнянского района Запорожской области Украинской ССР, лично управляя катером-буксировщиком. Во время переправ он три раза был ранен, но не покинул своего поста до выполнения боевой задачи. От полученных ранений Клочков скончался 26 сентября 1943 года. Похоронен в городе Синельниково Днепропетровской области Украины.
Указом Президиума Верховного Совета СССР от 19 марта 1944 года за «умелое командование подразделением, мужество и героизм, проявленные при форсировании Днепра» майор Яков Клочков посмертно был удостоен высокого звания Героя Советского Союза. Также был также награждён орденами Ленина, Отечественной войны 2-й степени и Красной Звезды, рядом медалей.